# Baeotis bacaenis
Baeotis bacaenis är en fjärilsart som beskrevs av William Chapman Hewitson 1874. Baeotis bacaenis ingår i släktet Baeotis och familjen Riodinidae. Inga underarter finns listade i Catalogue of Life.

## Bildgalleri

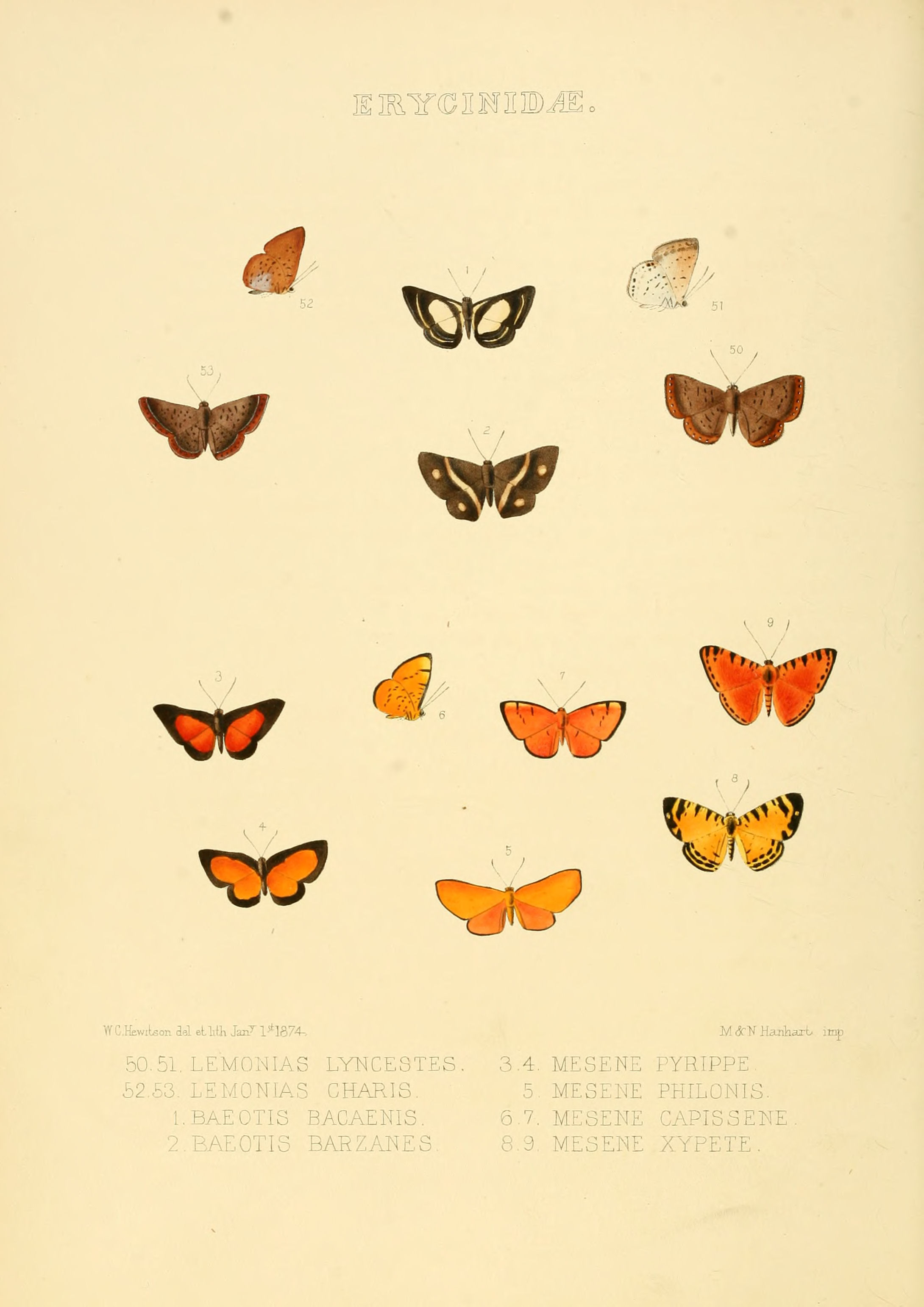